# Claude Roland
Pour les articles homonymes, voir Claude Roland (écrivain) et Roland (homonymie).
Armand Tillet, connu sous le pseudonyme de Claude Roland (Bordeaux, 13 février 1872 - Cannes, 27 novembre 1946), est un auteur dramatique et chansonnier français.

## Biographie
Fils d'un négociant en vins, il est destiné au commerce mais choisit le journalisme. En 1895, il se lance dans le théâtre sous son pseudonyme. Ses pièces ont été représentées, entre autres, au Théâtre Cluny, Théâtre Moderne, Théâtre des Mathurins et au Grand-Guignol. 
Sa première pièce, L'Aiguilleur, de tendance socialiste, est interdite par la censure dès la troisième représentation. Reprise en 1899, elle sera jouée plus de cent-cinquante fois.

## Œuvres
Théâtre
- L'Aiguilleur, drame en 1 acte, 1895.
- L'École des amants, comédie en 3 actes, avec Pierre Morgand[2], 1898.
- Le crime de Lormont, drame, 1898 avec Paul Berthelot. Première représentation au Théâtre des Arts, Bordeaux le 24 février 1898 ; dernière représentation le 20 avril 1898.
- Daniel dans la fosse aux lions, fantaisie zoologique en 1 acte, avec Paul Berthelot, 1899.
- La Courroie, drame en 1 acte, 1901.
- Hermance a de la vertu !, comédie en 2 actes, avec de Lorde, 1901.
- Madame Tallien (Thérésia Cabarrus), pièce historique en 5 actes et 8 tableaux avec Paul Berthelot, musique de Jane Vieu, 1901.
- Bi-mariés !, comédie en 1 acte, 1903.
- L'Homme du jour, de Pierre Morgand, au théâtre du Gymnase , le 1er septembre[3].
- L'enfer ! tout le monde descend !, fantaisie féerique à grand spectacle en deux actes et huit tableaux, avec Louis Bouvet, 1904.
- Arlette, opérette en 3 actes, avec Louis Bouvet, musique de Jane Vieu, 1905.
- La Courtisane a bon cœur !, comédie en 1 acte, 1905.
- Francs-Maçons, vaudeville en 3 actes, avec G. Leprince, 1905.
- L'homme de la montagne, avec Curt Kraatz, 1908.
- Le Canard jaune, vaudeville en 4 actes, 1911.
- Colette a bon cœur, pièce en 1 acte, avec José de Bérys, 1911.
- Les Bonnes relations, comédie en 2 actes, 1912.
- Ménage polonais (La belle Polonaise), vaudeville-opérette en trois actes, 1914.
- Les trois Don Juan ou La maison des voluptés, opérette, avec Georges Léglise, musique de Henri Bresles, 1923.
- Le Feu de joie, comédie en 3 actes, avec André de Lorde, 1924.
- Le Bon fonctionnaire, comédie en 1 acte, 1925.
- Les Assureurs, comédie gaie en 1 acte, avec Gabriel d'Hervilliez, 1934.

Chansons
- Oubli !, valse lente pour le piano par Armand Tillet et Charles Burstyn, 1890.
- Souvenir !, mazurka orientale pour le piano par Armand Tillet et Charles Burstyn, 1890.
- Chanson d'amour, musique de Frédérick Bonnaud, 1895.
- Dernière chanson, musique de Bonnaud, 1896.
- Chanson tzigane, musique de Georges N. Ocki-Albi, 1902.
- L'Ensorceleuse, valse roumaine, musique de N. Zoubova, 1902.
- Chanson du crépuscule, musique de Léon Delerue, 1903.